# لطيف سهيمي
لطيف سهيمي هو لاعب كرة قدم ماليزي في مركز الهجوم، ولد في 29 مايو 1989 في كوتا بهارو في ماليزيا. لعب مع فيلدا يونايتد ونادي بينانق ونادي كيدا دارول أمان.